# Полумир
Полумир је насељено место града Краљева у Рашком округу. Према попису из 2022. било је 204 становника.

## Име
По једном предању је 1208. године свети Сава на овом месту измирио завађену браћу Вукана и Стефана, над ковчегом Стевана Немање и зато је место и названо Полумир.
Међутим, по једном другом предању Свети Сава је на овом месту успео да убеди браћу да направе само примирје. Њихов пут се затим наставио низ Ибар, ка месту Добре Стране.
Чињеница да је постигнуто примирје ПОЛУ-МИР је и допринела називу овог места.

## Демографија
У насељу Полумир живи 250 пунолетних становника, а просечна старост становништва износи 41,5 година (41,5 код мушкараца и 41,5 код жена). У насељу има 85 домаћинстава, а просечан број чланова по домаћинству је 3,64.
Ово насеље је великим делом насељено Србима (према попису из 2002. године), а у последња три пописа, примећен је пад у броју становника.
|  |

| Демографија | Демографија | Демографија |
| Година      | Становника  | Становника  |
| ----------- | ----------- | ----------- |
| 1948.       | 446         |             |
| 1953.       | 467         |             |
| 1961.       | 435         |             |
| 1971.       | 415         |             |
| 1981.       | 382         |             |
| 1991.       | 346         | 346         |
| 2002.       | 309         | 309         |

| Етнички састав према попису из 2002.‍ | Етнички састав према попису из 2002.‍ | Етнички састав према попису из 2002.‍ | Етнички састав према попису из 2002.‍ | Етнички састав према попису из 2002.‍ |
| ------------------------------------ | ------------------------------------ | ------------------------------------ | ------------------------------------ | ------------------------------------ |
|                                      |                                      |                                      |                                      |                                      |
| Срби                                 | Срби                                 |                                      | 307                                  | 99,35%                               |
| Словенци                             | Словенци                             |                                      | 1                                    | 0,32%                                |
| непознато                            | непознато                            |                                      | 0                                    | 0,0%                                 |

| Година пописа     | 1948. | 1953. | 1961. | 1971. | 1981. | 1991. | 2002. |
| ----------------- | ----- | ----- | ----- | ----- | ----- | ----- | ----- |
| Број домаћинстава | 72    | 77    | 86    | 93    | 99    | 94    | 85    |

| Број чланова      | 1 | 2  | 3  | 4  | 5  | 6 | 7 | 8 | 9 | 10 и више | Просек |
| ----------------- | - | -- | -- | -- | -- | - | - | - | - | --------- | ------ |
| Број домаћинстава | 9 | 18 | 14 | 15 | 18 | 7 | 2 | 2 | 0 | 0         | 3,64   |

| Пол    | Укупно | Неожењен/Неудата | Ожењен/Удата | Удовац/Удовица | Разведен/Разведена | Непознато |
| ------ | ------ | ---------------- | ------------ | -------------- | ------------------ | --------- |
| Мушки  | 137    | 41               | 84           | 7              | 3                  | 2         |
| Женски | 130    | 24               | 81           | 19             | 5                  | 1         |
| УКУПНО | 267    | 65               | 165          | 26             | 8                  | 3         |

| Пол    | Укупно                    | Пољопривреда, лов и шумарство | Рибарство                            | Вађење руде и камена | Прерађивачка индустрија       |
| ------ | ------------------------- | ----------------------------- | ------------------------------------ | -------------------- | ----------------------------- |
| Мушки  | 80                        | 26                            | 0                                    | 4                    | 18                            |
| Женски | 65                        | 43                            | 0                                    | 0                    | 5                             |
| УКУПНО | 145                       | 69                            | 0                                    | 4                    | 23                            |
| Пол    | Производња и снабдевање   | Грађевинарство                | Трговина                             | Хотели и ресторани   | Саобраћај, складиштење и везе |
| Мушки  | 0                         | 4                             | 1                                    | 1                    | 19                            |
| Женски | 0                         | 0                             | 0                                    | 3                    | 2                             |
| УКУПНО | 0                         | 4                             | 1                                    | 4                    | 21                            |
| Пол    | Финансијско посредовање   | Некретнине                    | Државна управа и одбрана             | Образовање           | Здравствени и социјални рад   |
| Мушки  | 2                         | 1                             | 2                                    | 0                    | 0                             |
| Женски | 1                         | 1                             | 1                                    | 0                    | 9                             |
| УКУПНО | 3                         | 2                             | 3                                    | 0                    | 9                             |
| Пол    | Остале услужне активности | Приватна домаћинства          | Екстериторијалне организације и тела | Непознато            | Непознато                     |
| Мушки  | 0                         | 0                             | 0                                    | 2                    | 2                             |
| Женски | 0                         | 0                             | 0                                    | 0                    | 0                             |
| УКУПНО | 0                         | 0                             | 0                                    | 2                    | 2                             |